# بی‌بیان
بی‌بیان، روستایی از توابع بخش مرکزی شهرستان سرپل ذهاب در استان کرمانشاه ایران است.

## جمعیت
این روستا در دهستان دشت ذهاب قرار دارد و جمعیت آن 500نفر (80خانوار) میباشد